# Новая жизнь (фильм)
«Новая жизнь» (англ. A New Life) — художественный фильм режиссёра Алана Алда, романтическая комедия 1988 года.

## Сюжет
Сюжет фильма строится вокруг семейной пары, которая распадается после двадцати шести лет супружеской жизни. Трудоголик с Уолл-Стрит, Стив Джардино теперь пытается насладиться прелестями «свободной» жизни, в то время как его бывшая жена Джеки, изголодавшаяся по мужскому вниманию, впадает в романтическую связь с человеком по имени Док. Однако у обоих бывших супругов не всё складывается так, как они предполагали.

## Критика
Фильм получил в основном положительные отзывы. Джанет Маслин написала в The New York Times: 
«Фильм мистера Алда гарантированно заставит вас почувствовать себя на 10 лет старше, независимо от того, в каком возрасте вы пребываете. Это не совсем плохо, поскольку в нём есть успокаивающее действие. Основная идея фильма заключается не в том, чтобы привнести что-то новое. Если бы вы сказали ему, что узнали всех персонажей, это было бы (для него) комплиментом. Результат немного сложно оценить. Цель Алда — показать нам довольно типичных людей, переживающих довольно типичные проблемы. Они живут, мы наблюдаем. На этом вуайеристском уровне фильм работает».

## В ролях
| Актёр          | Роль  |
| -------------- | ----- |
| Алан Алда      | Стив  |
| Хэл Линден     | Мел   |
| Энн-Маргрет    | Джеки |
| Джон Ши        | Док   |
| Вероника Хэмел | Кэй   |
| Мэри Кей Плейс | Донна |